# Von der Lippe (Schiff)
Die Von der Lippe war ein Kriegsschiff, das von der deutschen Kaiserlichen Marine als Minensuchboot gebaut, von der Reichsmarine als Minensuchboot und Tender und von der Kriegsmarine als Tender, Minensuchboot und schließlich als Räumbootbegleitschiff eingesetzt wurde. Das Schiff hieß zunächst M 146, dann Taku, dann M 546 und schließlich Von der Lippe. Es wurde am 17. Juni 1944 bei der Invasion der Alliierten in der Normandie durch Fliegerbomben nordwestlich von Boulogne versenkt.

## Bau und technische Daten
Das Schiff gehörte zur Typ Minensuchboot 1916. Es wurde 1918 bei der Flensburger Schiffbau-Gesellschaft in Flensburg für die Kaiserliche Marine auf Kiel gelegt und erhielt die Nummer M 146. Der Bau war bei Kriegsende im November 1918 noch nicht fertig, aber da er bereits sehr weit fortgeschritten war, durfte er fertiggestellt werden. Der Stapellauf erfolgte am 21. Dezember 1918 und die Indienststellung am 11. August 1919.
Das Schiff war 59,60 m lang und 7,30 m breit und hatte 2,15 m Tiefgang. Die Wasserverdrängung betrug 508 t (Konstruktionsverdrängung) bzw. 5550 t (maximal). Zwei 3-Zylinder-Verbunddampfmaschinen mit dreifacher Dampfdehnung und zusammen 1850 PS verliehen dem Schiff über zwei Schrauben eine Geschwindigkeit von 16 kn. Die Bunkerkapazität von 115 t Kohle erlaubte einen Aktionsradius von 2000 sm bei 14 kn Marschgeschwindigkeit. Das Boot war zunächst unbewaffnet und nur mit Minenräumgeschirr ausgestattet. Das Schiff erhielt erst 1940 eine ernsthafte Bewaffnung von einem 10,5-cm-Geschütz und zwei 2,0-cm-Flugabwehr-Maschinengewehren. Außerdem konnte das Schiff bis zu 30 Minen mitführen.

## Laufbahn
Nach seiner Indienststellung diente das Boot zunächst in der 2. Minensuchhalbflottille, danach vom 15. Oktober 1923 bis September 1933 als Tender bei der II. Torpedobootsflottille bzw. der 1. Minensuchhalbflottille. Am 29. September 1933 wurde das Schiff umbenannt in Taku und dem Führer der Torpedoboote (FdT) als Tender zugeteilt. 1935 übernahm die Jagd, ein Schwesterschiff, diese Aufgabe, und die Taku, ab 18. Oktober 1935 wieder unter der ursprünglichen Bezeichnung M 146, ging als Führerboot zur 1. Minensuchflottille. Vom 1. Oktober 1939 bis zum 29. August 1941 war das Schiff dann bei der Sperrschule bzw. als Führerboot bei der 6. Minensuchflottille. Im Mai 1940 wurde es umbenannt in M 546.
Ab September 1941 erfolgte ein Umbau auf der Mützelfeldtwerft in Cuxhaven, bei dem das Schiff verlängert und zum Räumbootbegleitschiff umgerüstet wurde. Am 27. Januar 1943 wurde es unter dem neuen Namen Von der Lippe in Dienst gestellt – benannt nach Nikolaus von der Lippe, Bürgermeister von Stralsund, der im Jahr 1429 eine überlegene dänische Flotte im Seegefecht beim Dänholm besiegte. Nach Beendigung des Umbaus wurde es der im Ärmelkanal operierenden 10. Räumbootsflottille zugewiesen.
Am 17. Juni 1944, wenige Tage nach dem Beginn der alliierten Invasion in Nordfrankreich, wurde die Von der Lippe bei einem britischen Luftangriff durch Fliegerbomben nordwestlich von Boulogne versenkt.